# Maison des Trois-Piliers (Vannes)
Pour les articles homonymes, voir Maison des Trois-Piliers.
La maison des Trois-Piliers est un édifice constitué de deux maisons contiguës, situées au 1 rue Thiers, à Vannes dans le Morbihan, en France.

## Historique
L'édifice est construit en pans de bois au XVIe siècle et repris vers 1635 pour ses colombages. À l'origine, ces constructions ont servi d'habitations et de commerces, comme le prouve la présence d'un étal débordant sur la rue entre les trois piliers qui lui donne son nom.
Les façades et toitures font l’objet d’une inscription au titre des monuments historiques depuis le 15 janvier 1929.
Jusqu'en 2008, le bâtiment abrite les locaux de l'office de tourisme, avant son déménagement à la faveur des travaux de réaménagement du port. Un temps occupé par Esprit VOC, la boutique du Vannes Olympique Club, elle devient le siège mondial du club des plus belles baies du monde en septembre 2014. Le 1er décembre 2023, elle devient la boutique officielle du Rugby Club Vannes, 1er club breton à parvenir dans le Top 14 en 2024.

## Architecture
L'édifice se présente comme deux maisons contiguës à pans de bois sur 4 niveaux : rez-de-chaussée, deux étages en léger encorbellement et combles. Le rez-de-chaussée septentrional est marqué par trois piliers encadrant un étal de pierre et une porte en anse de panier.
À l'intérieur, un escalier à vis date de la fin du XVIe siècle.